# Idioma chontal de Tabasco
El chontal de Tabasco o yoko t’an (del yokot'an:  ‘lengua verdadera’) es un idioma maya hablado en el estado de Tabasco. En el año 2000 poseía un total de 43 850 hablantes, según datos del INEGI, concentrados principalmente en los municipios de Centla, Centro, Jalpa, Macuspana y Nacajuca. Tiene cuatro variantes, del este, del sureste, del norte y central, sin embargo, los hablantes consideran que solo hay tres: la central, del este y sureste.  El nombre chontal es de origen náhuatl y significa extranjero.
El yokot'an, junto con el ch'ol y el ch'orti' forman parte la familia de las lenguas cholanas. La familia choalana directamente del maya clásico, la lengua usada por los mayas para escribir libros y hacer las inscripciones de las estelas.
Es de orden sujeto-verbo-objeto; aunque también es frecuente el orden VOS. Cuenta con 29 fonemas de los cuales 7 son diferentes a los que utiliza el español.

## Fonología

### Consonantes
|                   |                   | Bilabial | Labial | Dental | Alveolar | Postalveolar | Palatal | Velar | Glotal |
| ----------------- | ----------------- | -------- | ------ | ------ | -------- | ------------ | ------- | ----- | ------ |
| Plosivas          | sordas            | p        |        | t      |          | tʃ           |         | k     | ʔ      |
| Plosivas          | glotales          | pʼ       |        | tʼ     |          | tʃʼ          |         | kʼ    |        |
| Plosivas          | sonoras           | b        |        | d      |          |              |         |       |        |
| Affricadas        | sordas            |          |        |        | ts       |              |         |       |        |
| Affricadas        | glotales          |          |        |        | tsʼ      |              |         |       |        |
| Fricativas        | Fricativas        |          |        |        | s        | ʃ            |         |       | h      |
| Vibrantes simples | Vibrantes simples |          |        |        | ɾ        |              |         |       |        |
| Laterales         | Laterales         |          |        |        | l        |              |         |       |        |
| Nasales           | Nasales           | m        |        | n      |          |              |         |       |        |
| Aproximantes      | Aproximantes      | w        |        |        |          |              | j       |       |        |

## Vocabulario
La siguiente tabla muestra 2 propuestas para el conteo, puesto que aún no se ha normalizado la escritura.
| Número  | uno   | dos    | tres  | cuatro  | cinco | seis         | siete           | ocho           | nueve            | diez    | once           |
| ------- | ----- | ------ | ----- | ------- | ----- | ------------ | --------------- | -------------- | ---------------- | ------- | -------------- |
| Chontal | ump'e | chap'e | uxp'e | chëmp'e | jop'e | uxk'a tomp'e | uxk'a ta chap'e | uxk'a ta uxp'e | unk'a ta chëmp'e | cha'k'a | cha'k'a tomp'e |

### Municipios
| Castellano      | Chontal de Tabasco |
| --------------- | ------------------ |
| Balancán        | Balumchan          |
| Cárdenas        | Kardenas           |
| Centla          | Sintla             |
| Centro          | Tänxin             |
| Comalcalco      | Komalkaliko        |
| Cunduacán       | Kunmuakan          |
| Emiliano Zapata | Ajzapata           |
| Huimanguillo    | Wimanwo            |
| Jalapa          | Xalapan            |
| Jalpa de Méndez | Xalpan             |
| Jonuta          | Xonotla'           |
| Macuspana       | Makuichapana       |
| Nacajuca        | Yäxtup             |
| Paraíso         | Paraisu            |
| Tacotalpa       | Takotlalpan        |
| Teapa           | Teapan             |
| Tenosique       | Tanatsik           |

### Pueblos Chontales
| Castellano             | Chon                                     |
| ---------------------- | ---------------------------------------- |
| Ocuiltzapotlan         | Si'kaj / Ch'ok Bolomits                  |
| Tucta                  | Tsäkts'it / Sɨkts'it                     |
| Mazateupa              | Chäkpach / Chɨkpach'                     |
| Tapotzingo             | Taputsin                                 |
| San Isidro             | Aj Chilu / Ka'b aj-Chilu                 |
| Guaytalpa              | Bolomits                                 |
| Oxiaxaque              | Ax                                       |
| Guatacalca             | Te'la                                    |
| Tecolutilla            | Bikit Yäxu' / Bik'it Yɨxu' / Ch'ok Yɨxu' |
| Tecoluta               | Yäxu' / Yɨxu'                            |
| Tamulté de las sabanas | Tɨ mukte' / Multe'                       |
| Montegrande            | Nojte'e                                  |
| Olcuatitán             | Wɨnch'ich / Wënchich                     |
| Macultepec             | Makwiltepeke                             |

### Escritura tabasqueña
| Español      | Chontal de Tabasco |
| ------------ | ------------------ |
| Caballo      | Tsimim             |
| Perro        | Wichu'             |
| Gato         | Mis                |
| Tepescuintle | Jalëw              |
| Venado       | Chimay             |
| Ganado       | Bek'et             |
| Cerdo        | Chitam             |
| Jabalí       | Te'el chitam       |
| Gallo        | Ajtse'             |
| Gallina      | na'piyo'           |
| Pollo        | terompio           |
| Pavo         | Tso'               |
| Pava         | Nak'ach            |
| Pavito       | Mulu'              |
| Gavilán      | A'i'               |
| Cangrejo     | Yëx                |
| Perico       | Chech              |
| Cotorro,Loro | Ko'                |
| Pulga        | Ch'ɨk              |
| Guao         | Wawu'              |
| Jaguar       | Balum              |
| Camarón      | Xex                |

### Nombres de frutas
| Español     | Chontal de Tabasco |
| ----------- | ------------------ |
| Naranja     | aranxax            |
| Guayaba     | Pata               |
| Guineo      | Kiniya             |
| Nance       | Chi'               |
| Caña        | Oj                 |
| Plátano     | Ja'as              |
| Chicozapote | Chëbte'            |
| Piña        | Pach' / Chumpach'  |
| Pitahaya    | Jomts'i'           |
| Cacao       | Këkëw              |

### Colores
Negro - Ik'
Blanco - Sëk / Sɨk
Rojo - Chëk / Chɨk
Verde- Yëx / Yɨx
Amarillo- K'ën / K'ɨn

### Muestra textual
Uts'aykun ajnoxi'pap jink'in jumka' uchen ch'uyu' tuchëmp'elib ka' uyële' ke ya' uxe të ajtë chëmo tan kaj. Uyubkan nëmte' t'ok noj uk'e tuba untu wichu'. Jini na'piyo'jo, ke ya'ajo' ch'ijka'të xëmba, ulaj pasejo'të ankëre t'ok bak'ët, mach uchëninte kaxkune ubëk'tesan, sek'unejo' uchënen ajjchëme. Upete jinda unume machto ujëlëkna jink'in uxe të ajtë chëmo. Uyëlkan ke ajyumka' une ulaj ëlë, no'onla mach muyila kwa'uyële'.
Alejandrina Hernández Jerónimo

En español:

Cuenta el abuelo que cuando el duende chifla por los cuatro puntos cardinales, avisa que alguien del pueblo morirá. Lo acompaña el ladrido fuerte de un perro. Las gallinas, estando tranquilas caminando, corren despavoridas, nadie ve quién las asusta, más si ven a la muerte. Esto ocurre unos días antes que suceda el deceso. Se dice que el duende es el que les avisa a todos ellos, pero muchos no interpretamos el mensaje.
Alejandrina Hernández Jerónimo